# Schwedt (Oder) (stacja kolejowa)
Schwedt (Oder) – stacja kolejowa w Schwedt/Oder, w kraju związkowym Brandenburgia, w Niemczech. 
Znajduje się tu 1 peron. Jest to stacja końcowa linii kolejowej z Angermünde. Stacja wyposażona jest w automat do sprzedaży biletów.